# ニュース645福岡
『ニュース645福岡』（ニュースろくよんごふくおか）とは、NHK福岡放送局が、福岡県域向けに土曜日・日曜日の夕方に放送されている『NHKニュース』のローカルニュース番組。福岡県内の1日のニュース・話題などを伝える14分番組である。

## 放送時間
- 土曜日・日曜日 18:45 - 18:59 (JST)
  - 2022年度から毎週土曜・日曜・祝日の夕方のローカルニュース・気象情報が、九州・沖縄ブロックから県単位へ移行されるのに伴い、本番組が新設された[1][2]。また、福岡県域のため、NHK北九州放送局でも同時ネットされている。その後、2023年度からの祝日は、『ニュース・気象情報（九州・沖縄）』（NHK沖縄放送局は「ニュース・気象情報（沖縄）」）を放送している。
  - ただ、本番組開始以前の2021年度でも特別編成により夕方のローカルニュースワイド番組『ロクいち!福岡』が休止になる場合があるため、その場合18:45 - 19:00に本番組が放送された。また、オリンピック開催期間中の特別編成で『ロクいち!福岡』が放送休止になる場合にも、平日に本番組が全国の気象情報枠（2021年度から平日のみ全国の気象情報枠が廃止）を返上し、お盆（2023年末 - 2024年始の年末年始期間も含める）は気象予報士解説付き（主に吉竹顕彰）、それ以外では「福チャン」（2022年末のみ）のコーナーなどを交えながら放送された。
  - 番組表上では、「ニュース・気象情報（福岡）」と表示される場合もある。
  - 2022年5月8日まで、番組表上では、「ニュース（福岡）」と「気象情報」に分かれていた。

## 主な放送内容
- 福岡県内のニュース（5～6本程度）
- 福岡県内の気象情報

## キャスター
- 福岡局アナウンサーが交代で出演。